# Pole (musicista)
Pole, pseudonimo di Stefan Betke (Düsseldorf, 18 febbraio 1967), è un musicista tedesco.

## Biografia
Stefan Betke nacque e crebbe a Düsseldorf ed ebbe le sue prime esperienze musicali suonando la tastiera e il sintetizzatore in vari gruppi. L'artista avviò la carriera solista a partire dalla metà degli anni novanta, periodo in cui viveva a Colonia. Il suo alias Pole è ispirato a un omonimo filtro della Waldorf Music donatogli da Gudrun Gut e Thomas Fehlmann che egli ruppe accidentalmente e di cui si servì per comporre i suoi primi brani. Nel 1996, Betke si trasferì a Berlino, dove compose altre tracce e svolse la mansione di mastering engineer per la Dubplates & Mastering. L'esordio 1 (1998), pubblicato dalla Kiff SM, è un album di dub techno ambientale costruita su brevi loop che venne accolto positivamente dalla critica. La stessa formula sonora verrà ribadita su 2 (1999) e 3 (2000), ultimo capitolo della trilogia. I tre album verranno raccolti nel box set 1-3 (2000). Nel 1999, Pole co-fondò assieme a Barbara Preisinger l'etichetta ~scape, che pubblicherà musica di Jan Jelinek, Deadbeat, Kit Clayton, Safety Scissors, John Tejada e Mapstation fra gli altri. Nello stesso anno, Pole abbandonò il Dubplates per inaugurare il suo personale studio di mastering Scape. Nel 2001 uscì R, che racchiude diversi remix del brano Raum realizzati da Pole, Burnt Friedman e Kit Clayton. Nel 2003. l'artista tedesco pubblicò Pole per la Mute mentre nel 2007 compose le musiche di Steingarten, di cui uscì anche una versione remix.

## Discografia parziale

### Album in studio
- 1998 – 1
- 1999 – 2
- 2000 – 3
- 2003 – Pole
- 2007 – Steingarten
- 2015 - Wald
- 2020 - Fading
- 2022 - Tempus

### Extended play e singoli
- 1998 – Tanzen
- 1998 – Raum
- 2000 – Pole v Four Tet EP / Four Tet v Pole EP (con Four Tet)
- 2000 – Rondell

### Album di remix
- 2001 – R
- 2007 – Steingarten Remixes

### Antologie
- 2000 – 1-3